# Aqua Multiespacio
Aqua Multiespacio es un edificio de Valencia en España. Tiene una altura de 95 metros convirtiéndolo en el cuarto más alto de la ciudad tras la Torre Hilton , la Torre de Francia y Torre Ikon, el complejo consta de dos torres, la más alta con planta ovalada y la más baja con planta rectangular, Su construcción comenzó en 2002 y finalizó en 2006.
El complejo fue diseñado por dos despachos de arquitectos: E. Escribano Arquitectos y L-35 Arquitectos con Eduardo Simarro al frente, que tuvieron que solventar el problema del agua en la excavación ya que su localización está cerca de la Ciudad de las artes y las ciencias, Los técnicos trabajaron a gran profundidad para construir un aparcamiento de cinco plantas y con capacidad para 2.400 vehículos. La ejecución del aparcamiento costó más de un año de los cuatro en los se llevó a cabo la construcción. El diseño del proyecto nació del estudio californiano Jerde, especialista en el desarrollo de zonas terciarias, sin embargo, fueron despachos de arquitectura españoles, Simarro y Escribano, los que le han dado cuerpo y forma a la construcción, además, los edificios cuentan con la tecnología punta más sofisticada.
El complejo se abrió al público el 1 de junio de 2006 y cuenta con 110 tiendas ubicadas en un espacio de 35.000 metros cuadrados comerciales y de ocio y una torre de oficinas de 23.000 metros cuadrados, que se sitúan en una torre. También hay 16.000 metros cuadrados destinados a dos hoteles de tres y cuatro estrellas. Esta obra ascendió a 240 millones de €.
Los accionistas que conformaron este proyecto son Iberdrola inmobiliaria, cuya sede se ha trasladado a este complejo, Gesfesa y Valencia residencial. La cadena Ocine ofrece al público 1.512 butacas en 10 salas de cine, donde 9 de ellas sus butacas son reclinables y la sala 3 es formato "Urban". Los dos hoteles de la cadena Ilunion de tres y cuatro estrellas.
El complejo cuenta con el primer ascensor twin que hay en España. Las dos cajas se ubican en la misma cavidad del ascensor y en vez de que suban y bajen de un extremo al otro, sólo hacen la mitad del recorrido para optimizar los tiempos (Con este sistema se ahorrará un 40 por ciento en la velocidad).
El sistema antiincendios también es uno de los más avanzados porque si se produce un incendio las tiendas quedan cerradas en compartimentos estancos, en forma de cortafuegos y así el incendio no se extenderá.